# Карамойил (Кокпектинський район)
Карамойи́л (каз. Қарамойыл) — село у складі Кокпектинського району Абайської області Казахстану. Входить до складу Кокжайицького сільського округу.
Населення — 214 осіб (2021; 286 у 2009, 310 у 1999, 334 у 1989).
Національний склад станом на 1989 рік:
- росіяни — 44 %
- казахи — 35 %

Станом на 1989 рік село називалося Солдатський Хутор.